# 541132 Leleākūhonua
Az 541132 Leleākūhonua (ideiglenes jelöléssel 2015 TG387) egy Transzneptunuszi kisbolygó, amelyet 2015. október 13-án fedezett fel három csillagász a Hawaii-on található Mauna Kea Obszervatóriumban. Nevét a szigetcsoporton megtalálható ázsiai pettyesliléről kapta.
Ez volt a harmadik felfedezett szednoid a Sedna és a 2012 VP113 után. A kisbolygó átmérője kb. 220 kilométer. Az ilyen típusú kisbolygók felfedezése után számos csillagász feltételezett egy kilencedik bolygót a Naprendszerben.

## Külső hivatkozások
- List Of Centaurs and Scattered-Disk Objects, Minor Planet Center
- Beyond the Edge of the Solar System: The Inner Oort Cloud Population